# 安塞腰鼓
安塞腰鼓是中華人民共和國陝西省延安市安塞區以及榆林市以及該市的横山區、米脂县等地流行的民间舞蹈艺术，2006年5月20日，安塞腰鼓被中國国务院列入第一批国家级非物质文化遗产名录。